# Kuvajt
Kuvajt, plným názvem Stát Kuvajt, je stát v jihozápadní Asii na Blízkém východě. Nachází se na severním okraji Arabského poloostrova v cípu Perského zálivu, na severu sousedí s Irákem a na jihu se Saúdskou Arábií. Přes Perský záliv má také námořní hranici s Íránem. Většinu jeho území tvoří nížinná vyprahlá poušť s malými výškovými rozdíly, panuje zde horké a suché pouštní klima. Kuvajt je částečně městským státem, na ploše 18 000 km² žije 5 milionů obyvatel. Hlavním a největším městem je stejnojmenný Kuvajt, v jehož aglomeraci žijí skoro tři čtvrtiny obyvatel země. Vlastní kuvajtští občané tvoří necelou třetinu obyvatel státu, zbytek jsou přistěhovalci: nejpočetnější jsou Indové a Egypťané. Úředním jazykem je arabština, oficiálním náboženstvím je islám, k němuž se hlásí 77 % obyvatel, 17 % ke křesťanství.
Území dnešního Kuvajtu bylo lidmi obýváno již od starověku, zejména díky své strategické poloze v cípu Perského zálivu poblíž ústí řek Tigris a Eufrat. Na počátku 18. století patřilo území dnešního Kuvajtu pod jurisdikci emirátu Bani Chálid z klanu Bani Chálid, poté se území začalo nazývat Šejkanát Kuvajt, v roce 1899 se stalo britským protektorátem. Před objevením zásob ropy v roce 1938 se na území dnešního Kuvajtu nacházel regionální obchodní přístav. Protektorátní dohody se Spojeným královstvím skončily v červnu 1961, kdy se Kuvajt oficiálně stal nezávislým státem. V letech 1946–1982 prošla země rozsáhlou modernizací, která byla z velké části založena na příjmech z těžby ropy. V 80. letech 20. století zažil Kuvajt období geopolitické nestability a hospodářské krize po krachu na burze.
V srpnu 1990 byl stát Kuvajt napaden a následně anektován Irákem pod vedením Saddáma Husajna v důsledku sporů o těžbu ropy. Irácká okupace Kuvajtu skončila v únoru 1991 poté, co mezinárodní koalice pod vedením Američanů během války v Zálivu vyhnala irácké jednotky ze země.
Kuvajt je unitární polokonstituční monarchií, stejně jako většina ostatních arabských států Perského zálivu je emirátem; emír je hlavou státu, vykonává i zákonodárnou moc. Režim je označován jako autokratický (diktatura) a politickému systému dominuje vládnoucí dynastie Sabahů. Kuvajt má ekonomiku s vysokými příjmy, za kterou stojí šesté největší zásoby ropy na světě. V indexu lidského rozvoje se umístil na 52. místě. Kuvajt je považován za průkopníka v regionu, pokud jde o umění a populární kulturu, často je nazýván „Hollywoodem Zálivu“; země zahájila nejstarší moderní umělecké hnutí na Arabském poloostrově a je známo, že vytvořila jedny z předních umělců v regionu. Kuvajtská populární kultura v podobě divadla, rozhlasu, hudby a telenovel se vyváží do sousedních států. Kuvajt je zakládajícím členem Rady pro spolupráci v Zálivu a je také členem Organizace spojených národů, Ligy arabských států a Organizace zemí vyvážejících ropu. 

## Název
Název „Kuvajt“ pochází z kuvajtské arabštiny zdrobněliny كوت (Kut nebo Kout), což znamená „pevnůstka postavená u vody“. Oficiální název země je od roku 1961 „Stát Kuvajt“.  

## Dějiny

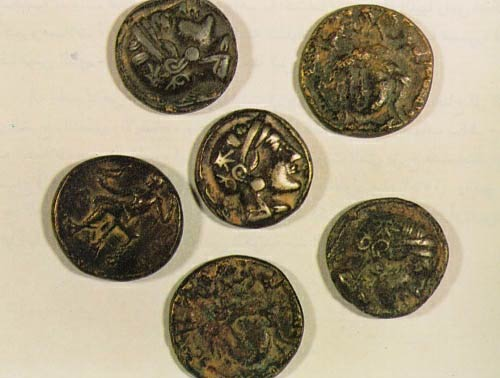
Starověké mince nalezené na ostrově Fajlaka

Jeden z prvních důkazů lidského osídlení území Kuvajtu  pochází z doby 8 000 př. n. l., v Burganu byly nalezeny mezolitické nástroje. Neolitičtí obyvatelé Kuvajtu patřili k prvním námořním obchodníkům v historii. V severním Kuvajtu byl objeven jeden z nejstarších rákosových člunů na světě.
Okolo roku 6 500 př. n. l. zasahovala na území Kuvajtu obeidská kultura. Kuvajt byl tehdy místem interakce mezi národy vzmáhající se Mezopotámie a stále ještě neolitické východní Arábie. Kolem roku 2000 př. n. l. se na kuvajtském ostrově Fajlaka usadili sumerští obchodníci, kteří patrně přišli z Uru. Na ostrově postavili mnoho budov podobných těm, které ve stejné době vznikly v Iráku. Někteří historikové umisťují do Kuvajtského zálivu kulturu, kterou Sumerové nazývali Tilmun. Pravděpodobně ovládala obchodní námořní cesty mezi Mezopotámií a Indií. Po pádu Tilmunu byla Fajlaka osídlena Kassity.
Za Nebukadnesara II. byla Fajlaka pod novobabylónskou kontrolou. Vznikly tehdy chrámy zasvěcené bohu Šamašovi. Ve 4. století př. n. l. kolonizoval Kuvajtský záliv makedonský vojevůdce Alexandr Veliký, Fajlaku prý Alexandr pojmenoval Ikaros. V roce 127 př. n. l. bylo kolem Teredonu v dnešním Kuvajtu založeno království Charakena, jehož obyvatelstvo užívalo aramejštinu. Na ostrově Fajlaka byla doložena i parthská obchodní základna z té doby.
Nejstarší písemná zmínka o Kuvajtu pochází z roku 150 a nachází se v geografickém pojednání Klaudia Ptolemaia. Ten nazýval Kuvajtský záliv Hieros Kolpos (Sacer Sinus v latinských verzích). 
V roce 224 se Kuvajt stal součástí Sásánovské říše. Sásánovci ho nazývali Mešan, což byl rovněž starý alternativní název pro Charakenu. Kromě partho-sásánovských osad se v Akkazu usadili též křesťanští nestoriáni, jsou v místě doloženi od 5. do 9. století. Vykopávky odhalily dva velké kostely pocházející z 5. a 6. století. V roce 636 kontrolu nad oblastí získal rášidský chalífát, s nímž začala arabizace a islamizace. Centrem raného islámského vlivu bylo město Kazma.

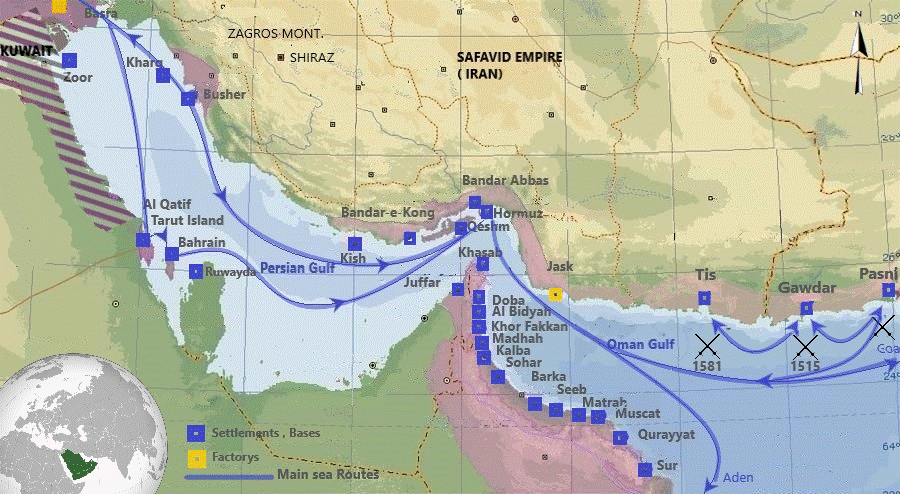
Portugalská přítomnost v oblasti v 16. století

V roce 1521 se Kuvajt dostal do portugalské obchodní sféry. Na konci 16. století vybudovali Portugalci v Kuvajtu pevnost. Oficiálními vládci byli ale šejkové z klanu Bani Chálid. V roce 1682 nebo 1716 se v Kuvajtu usadil klan Bani Utbah a postupně se mu podařilo získat nadvládu v důsledku manželských aliancí. 
V polovině 17. století se Kuvajt etabloval jako hlavní obchodní cesta z Perského zálivu do Aleppa. Na počátku 18. století prosperoval jako přístav a obchodní centrum pro tranzit zboží mezi Bagdádem, Indií, Maskatem a Arabským poloostrovem. Během osmanského obléhání Basry v letech 1775–79 se tamní iráčtí obchodníci uchýlili do Kuvajtu a rozvinuli zde sektor stavby lodí. V důsledku toho vzrostl kuvajtský námořní obchod. Kuvajtské lodě byly proslulé po celém Indickém oceánu a Kuvajťané si vybudovali pověst nejlepších námořníků v Perském zálivu.
V 18. století migroval z Nadždu do Kuvajtu rod Sabahů. Roku 1752 získal pozici šejků a ujal se vlády, již drží dosud. Prvním šejkem byl Sabah I. ibn Džaber as-Sabah. Na konci 18. století začal stoupat britský vliv v oblasti. Britská východoindická společnost si zřídila sídlo v Kuvajtu v roce 1792. Ovládla námořní obchod mezi Kuvajtem, Indií a východním pobřežím Afriky. 

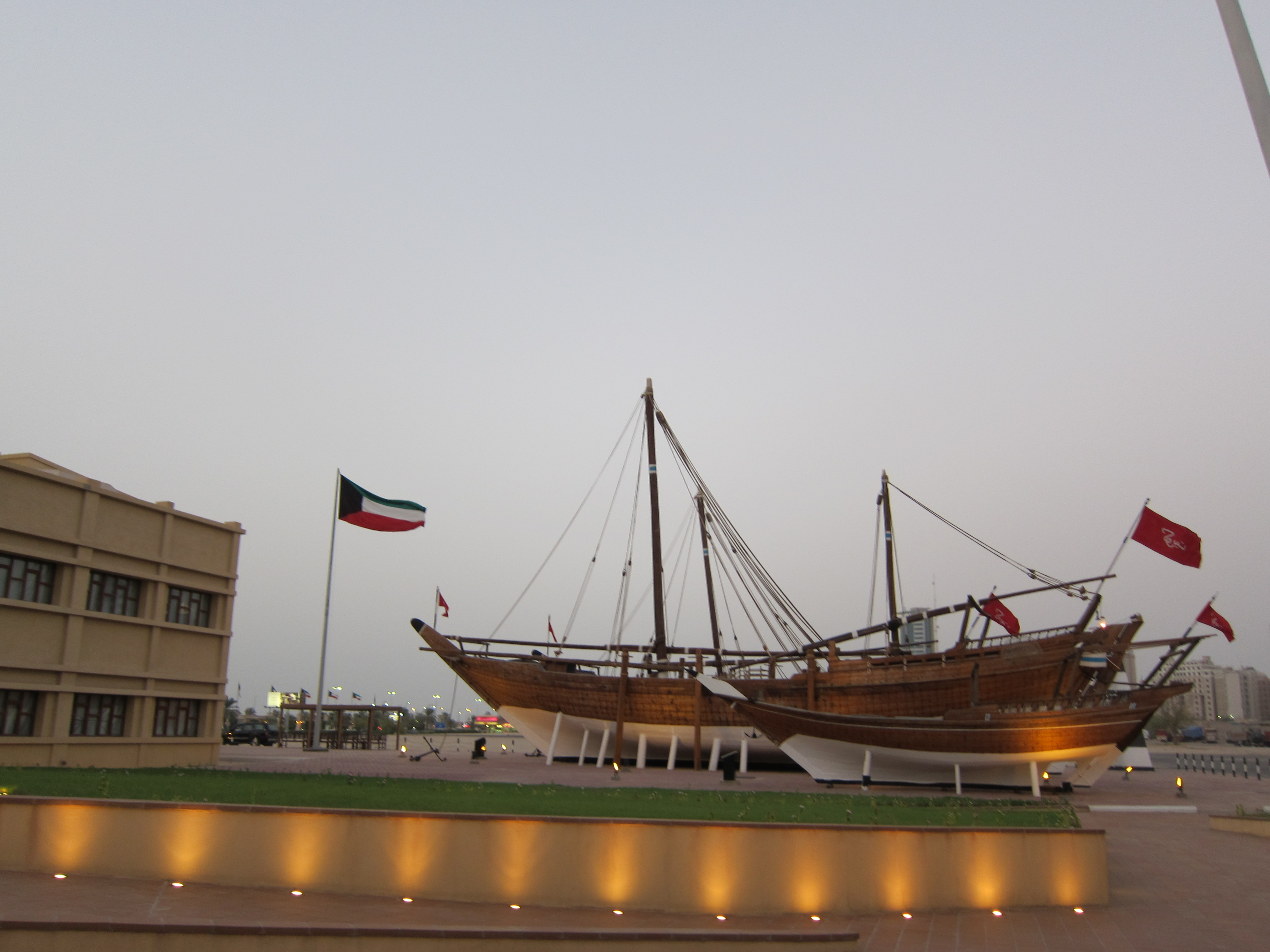
Námořní muzeum dnes v Kuvajtu připomíná roli námořního obchodu v kuvajtské minulosti

V 19. století se Kuvajt stal rovněž centrem obchodu s koňmi. V polovině století vyvážel do Indie v průměru 800 koní ročně. Kuvajt byl tehdy přezdíván „Marseille Perského zálivu“, jeho ekonomická vitalita přitahovala velké množství lidí. Populace byla kosmopolitní a etnicky různorodá, tvořená Araby, Peršany, Afričany, Židy i Armény. Kuvajt byl známý svou náboženskou tolerancí. Místní elita vzdělávala své syny v Evropě více než ostatní elity Perského zálivu a byla považována za značně europeizovanou.
Kuvajtští šejkové se na konci 19. století začali obávat pohlcení Osmanskou říší. V roce 1890 tudíž šejk Mubarak Al-Sabah podepsal dohodu s britskou vládou, která z Kuvajtu učinila britský protektorát. Britové se podle smlouvy z roku 1899 měli postarat o obranu a zahraniční věci, zatímco Sabahové si ponechávali vládu nad vnitřními záležitostmi. Toto uspořádání vydrželo až do roku 1961, byť během první světové války museli Britové vyhlásit obchodní blokádu Kuvajtu, to když tehdejší kuvajtský šejk Salim Al-Mubarak Al-Sabah podpořil v konfliktu Osmanskou říši. Britská ekonomická blokáda těžce poškodila kuvajtskou ekonomiku a znamenala začátek jejího úpadku, který trval půl století. 
Po první světové válce se pokusili Kuvajt ovládnout Saúdové, přesněji Abd al-Azíz ibn Saúd, během své ichwánistické expanze. Kuvajťané se ovšem ubránili – s britskou pomocí. Saúdové se pak v letech 1923 až 1937 mstili ekonomickou blokádou, což Kuvajt opět hospodářsky oslabilo. Další rána přišla během světová hospodářská krize, jež vypukla roku 1929, a kvůli níž se zhroutil například kuvajtský perlový průmysl. Kvůli japonskému vynálezu syntetických perel už se na nohy nepostavil. Kuvajt zažil po mnoha stoletích chudobu, a to navzdory tomu, že v roce 1930 byla objevena ropa. Zpočátku ekonomické výsledky země nijak neovlivnila. Hněv obyvatelstva se obracel na Brity. V roce 1938 bylo kuvajtskou mládeží založeno Svobodné kuvajtské hnutí, které se postavilo proti britské nadvládě a předložilo petici požadující sjednocení Kuvajtu s Irákem. Šlo v podstatě o výzvu irácké vládě, aby Kuvajt anektovala. V březnu 1939 vypuklo v Kuvajtu ozbrojené povstání se stejným programem. Rodina Sabahů spolu s britskou vojenskou podporou povstání násilně potlačila a jeho účastníky uvěznila.

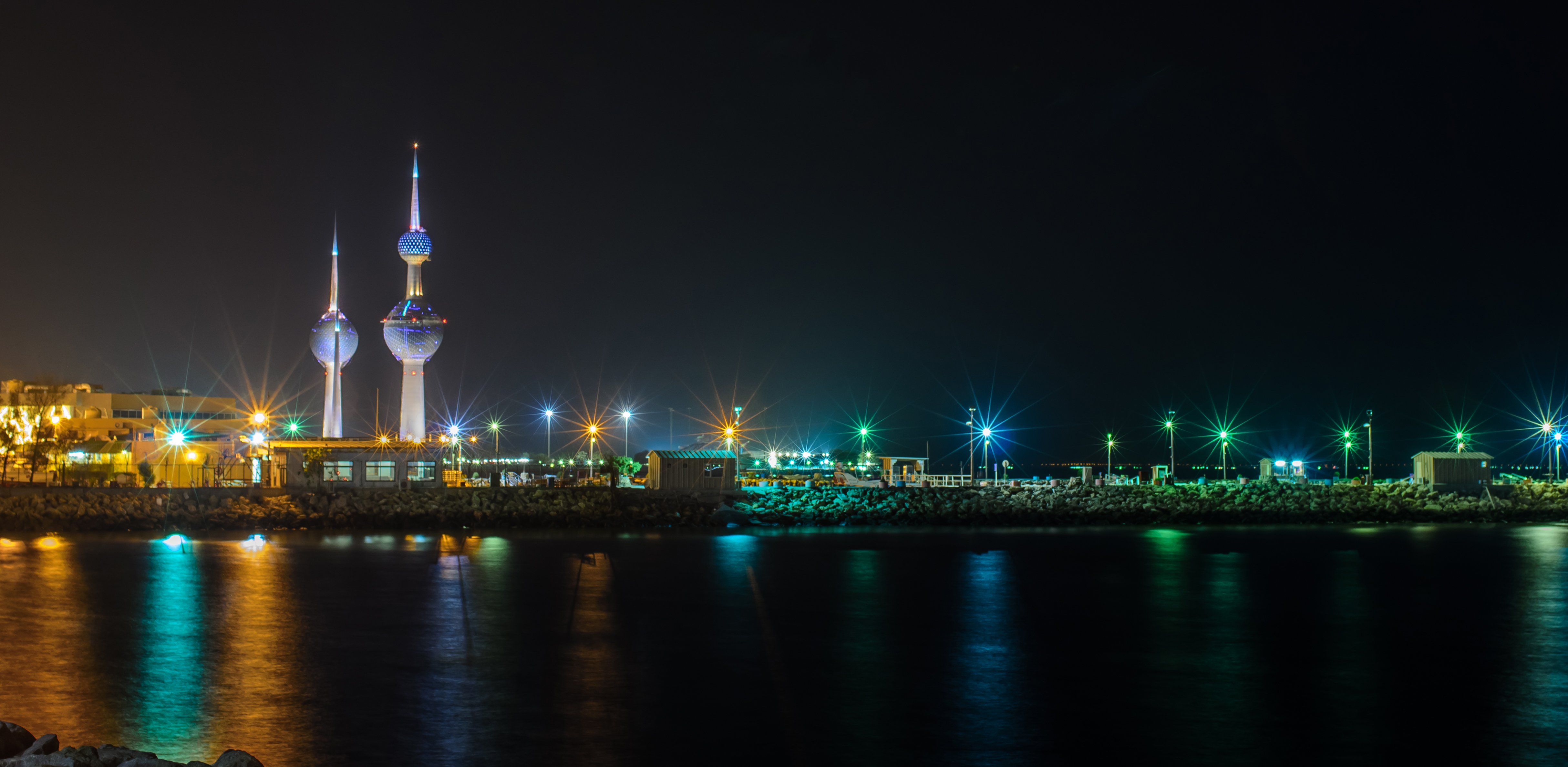
Kuvajtské vodojemy postavené roku 1979, symbol zlatých časů země

Napětí ve společnosti pokleslo až po druhé světové válce spolu s masivní těžbou ropy a přílivem zisků z ní. Léta 1946 až 1982 jsou obvykle nazývána „zlatou érou Kuvajtu“. V roce 1952 se země stala největším vývozcem ropy v Perském zálivu. Životní úroveň šla rychle nahoru a program včlenění do Iráku přestal dávat smysl a ztratil přitažlivost. 
V červnu 1961 Kuvajt získal nezávislost na Britech. Šejk Abdalláh III. as-Salem as-Sabah se stal prvním emírem. (Kuvajtský národní den se však slaví 25. února, v den výročí Abdalláhovy korunovace). Vznik nového státu sledoval s nevolí Irák. Jeho představitelé prohlásili Kuvajt za "nedílnou součást Iráku", ale pod tlakem ostatních arabských států a vojenských manévrů Británie (Operace Vantage) se však svých nároků vzdali. Kuvajt se záhy stal prvním z arabských států Perského zálivu, který zavedl ústavu a parlament. V roce 1963 byly uspořádány první parlamentní volby. V 60. a 70. letech 20. století byl Kuvajt považován za nejrozvinutější zemi v regionu. Kuvajtský investiční úřad se stal prvním státním investičním fondem na světě. Od 70. let 20. století měl Kuvajt nejvyšší index lidského rozvoje ze všech arabských zemí. Kuvajtský tisk byl tehdy označován za jeden z nejsvobodnějších na světě. Mnoho arabských spisovatelů se přestěhovalo do Kuvajtu, protože si zde užívali větší svobody projevu než jinde v arabském světě. Kuvajtská společnost přijala liberální postoje, většina žen například nenosila hidžáb.
Zvláštním rysem byly kuvajtské prosovětské postoje. Kuvajt byl jedinou zemí Perského zálivu, která podobné postoje vyjadřovala. Velkou roli v tom sehrálo značné množství palestinských a egyptských přistěhovalců.

Zlaté časy skončily krachem kuvajtské burzy roku 1982. Krizi prohloubil pokles cen ropy a irácko-íránská válka (v níž Kuvajťané podporovali Irák). Začal se objevovat extremismus, v průběhu 80. let došlo v Kuvajtu k několika teroristickým útokům a únosům letadel. Po skončení války mezi Íránem a Irákem, Kuvajt odmítl iráckou žádost o prominutí válečného dluhu 65 miliard dolarů. To zvýšilo napětí mezi oběma zeměmi. V roce 1990 začal Irák obviňovat Kuvajt, že u hranic provádí "šikmé vrty" a odčerpává tak ropu z iráckého území. 

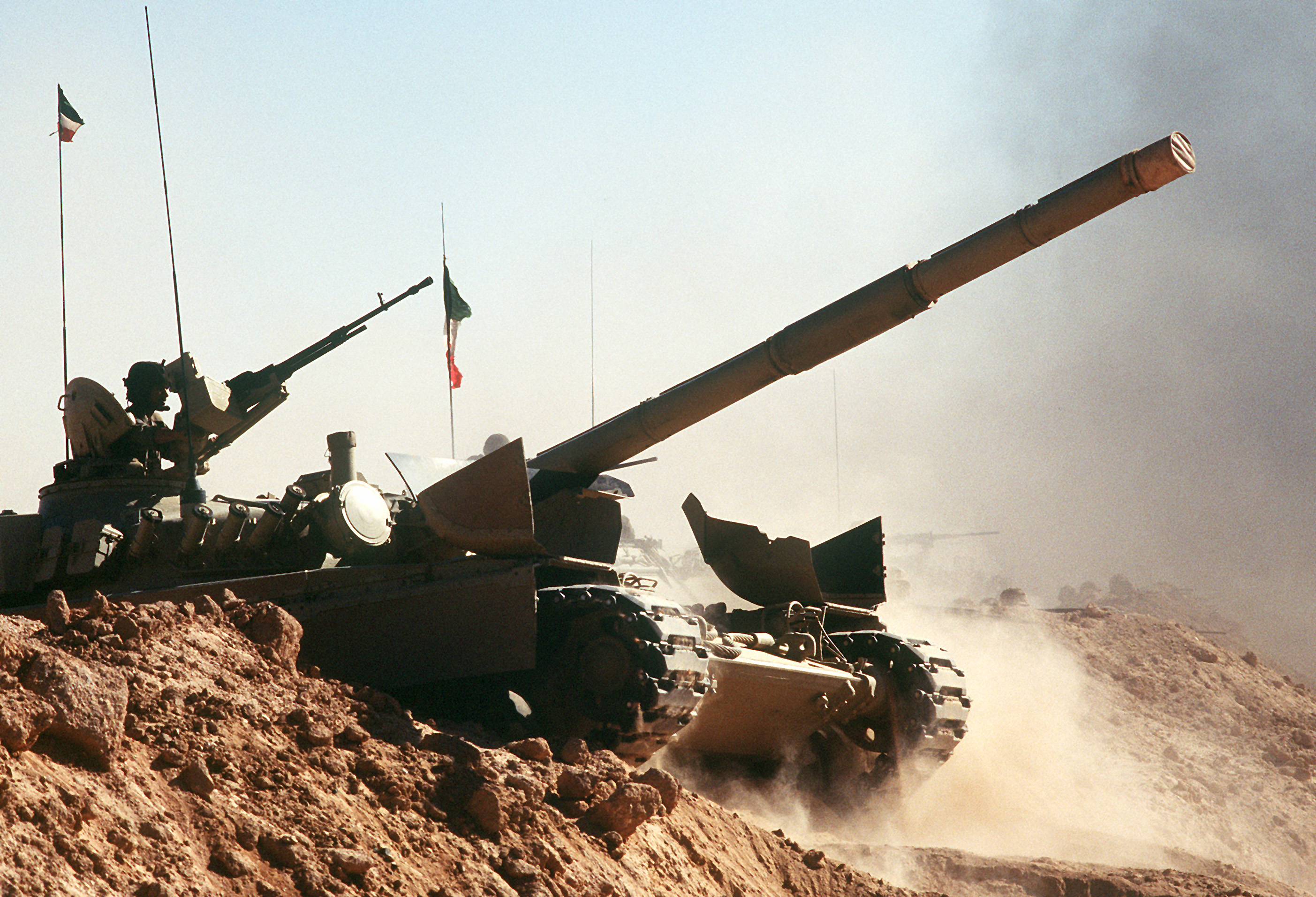
Kuvajtský tank M-84 během operace Pouštní štít

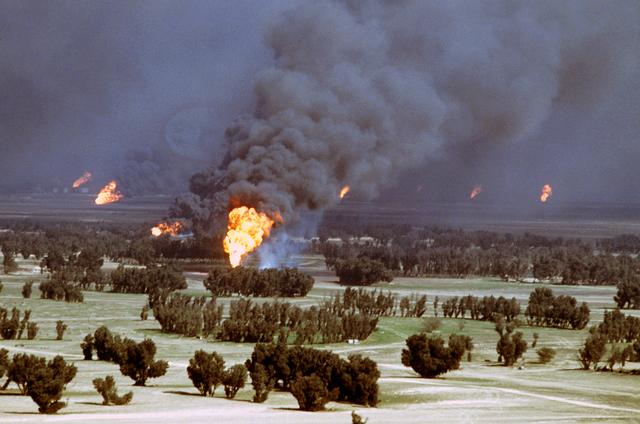
Zapálené ropné vrty roku 1991

V srpnu 1990 irácká armáda vtrhla do Kuvajtu a anektovala jej. Po sérii neúspěšných diplomatických jednání sestavily Spojené státy a Saúdská Arábie protiiráckou vojenskou koalici. Válka v Zálivu skončila 26. února 1991 a Iráčané v ní byli z Kuvajtu vytlačeni. Na ústupu zapalovali ropné vrty, což způsobilo ekologickou katastrofu. Během irácké okupace bylo zabito více než 1 000 kuvajtských civilistů, dalších 600 se ztratilo. Později byla více než polovina z těchto pohřešovaných nalezena v masových hrobech. Naprostá většina průmyslu, infrastruktury a budov byla zničena a sbírky muzeí, knihoven a laboratoří byly odvezeny do Iráku.
Irácká okupace byla pro Kuvajt šokem. Vláda po vítězné válce přitvrdila vůči všem, které podezřívala z neloajality vůči své zemi. Vykázala přibližně 400 000 palestinských emigrantů ze svého území. Byla to odpověď na spolupráci palestinského vůdce Jásira Arafata s iráckým vůdcem Saddámem Husajnem. Kuvajt také deportoval tisíce Iráčanů a Jemenců. Za vnitřní nepřátele byli označeni i tzv. biduni, pouštní bezdomovci bez státní příslušnosti, většinou vyznavači různých sekt. Kuvajt jich měl na svém území nejvíce v celé oblasti. Asi 150 000 jich zahnal do uprchlických táborů v kuvajtské poušti poblíž irácké hranice. Mnoho jich pak uprchlo do Iráku, kde stále zůstávají lidmi bez státní příslušnosti. V Kuvajtu jich zůstává žít bez občanství asi 100 tisíc.

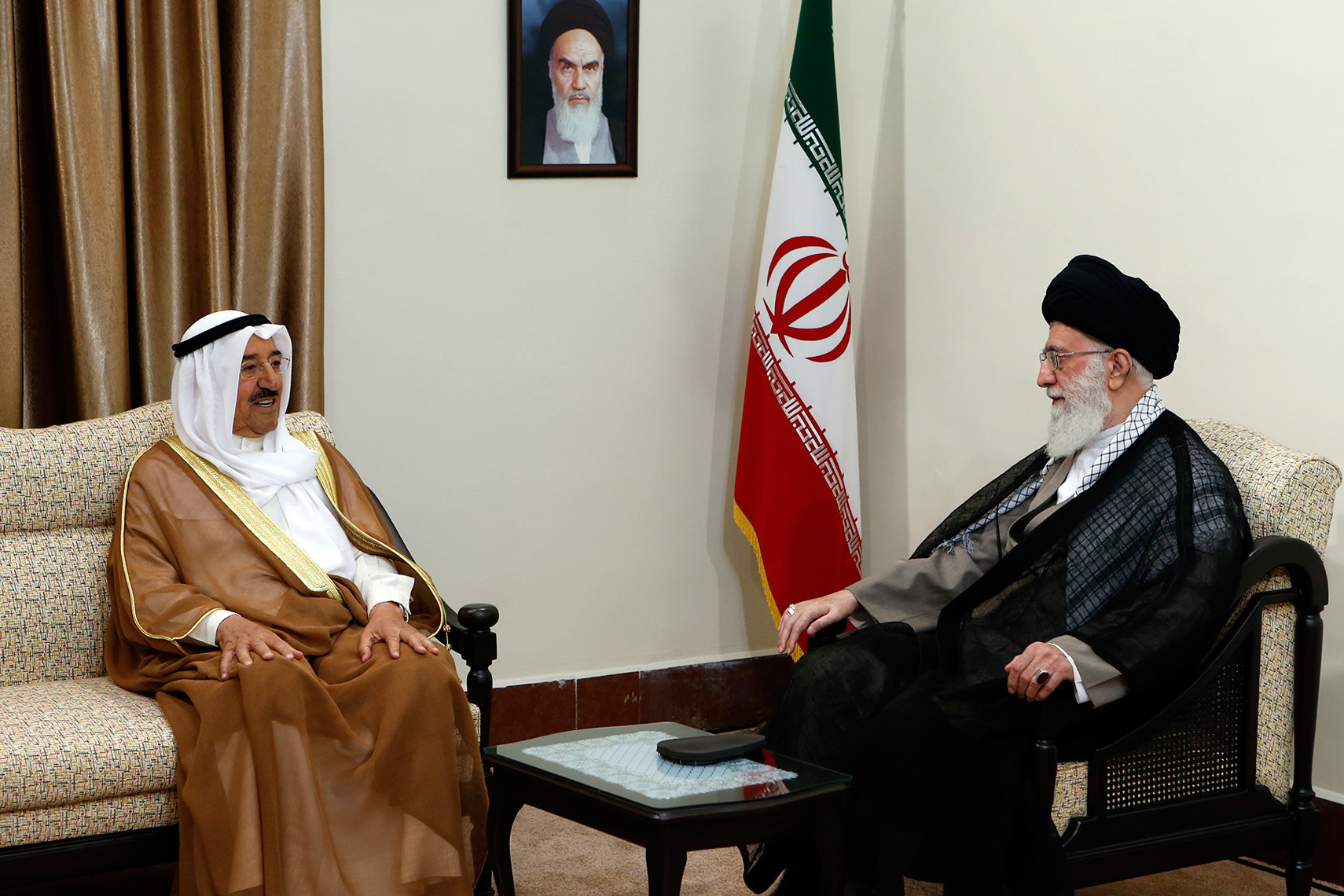
Sabah al-Ahmad as-Sabah (vlevo) s íránským vůdcem Alím Chameneím

První válka v zálivu významně posílila americko-kuvajtské vztahy. V březnu 2003 se tudíž Kuvajt stal odrazovým můstkem pro americkou invazi do Iráku. Ta však nebyla vnímána jako příliš úspěšná operace a její popularita klesla i v Kuvajtu. Navíc, ačkoli se po vítězství v první válce zdálo, že dobré časy se vracejí (v 90. letech se to načas i stalo), ve 21. století přišlo tvrdé ekonomické vystřízlivění a frustrace. Ukázalo se, že kuvajtská ekonomika je příliš závislá na ropě a vláda zaspala v úkolu ji více diverzifikovat. Kuvajt se tak začal proměňovat ideově. Vztahy s Američany se začaly zhoršovat, fundamentalistické směry islámu našly ohlas. V březnu 2014 David S. Cohen (od roku 2020 šéf CIA) obvinil Kuvajt z financování terorismu. Záhy začal být Kuvajt označován za největší světový zdroj financování bujícího Islámského státu, ale i Al-Kajdy. Byl i místem teroru: 26. června 2015 došlo k sebevražednému atentátu v šíitské mešitě v Kuvajtu. K odpovědnosti se přihlásil Islámský stát. Rozvratu ekonomického i duchovního se rozhodla využít Čína, která nabídla Kuvajtu velkorysé půjčky a investice v rámci projektu Nové Hedvábné stezky. Šejkové nabídky rádi využili a na Číňany vsadili. Kuvajt rychle spadl do gravitačního pole čínského geopolitického vlivu a je v současnosti označován za hlavního čínského spojence a agenta v celé oblasti. Čína je od roku 2016 také největším obchodním partnerem Kuvajtu. 
Od ledna 2021 prožívá Kuvajt nejhorší politickou krizi za mnoho desetiletí. Kvůli klesajícím příjmům z ropy, v důsledku pandemie nemoci covid-19, se dostal do dluhové krize. Mezinárodní agentury již dvakrát snížily jeho rating.

## Státní symboly

### Vlajka
Kuvajtská vlajka je tvořena listem o poměru stran 1:2 se třemi vodorovnými pruhy, zeleným, bílým a červeným. U žerdi je černý lichoběžník.

### Hymna
Kuvajtská hymna je píseň Al-Nasheed Al-Watani. Slova napsal Ahmad Meshari Al-Adwani a hudbu složil Ibrahim Al-Soula.

## Geografie

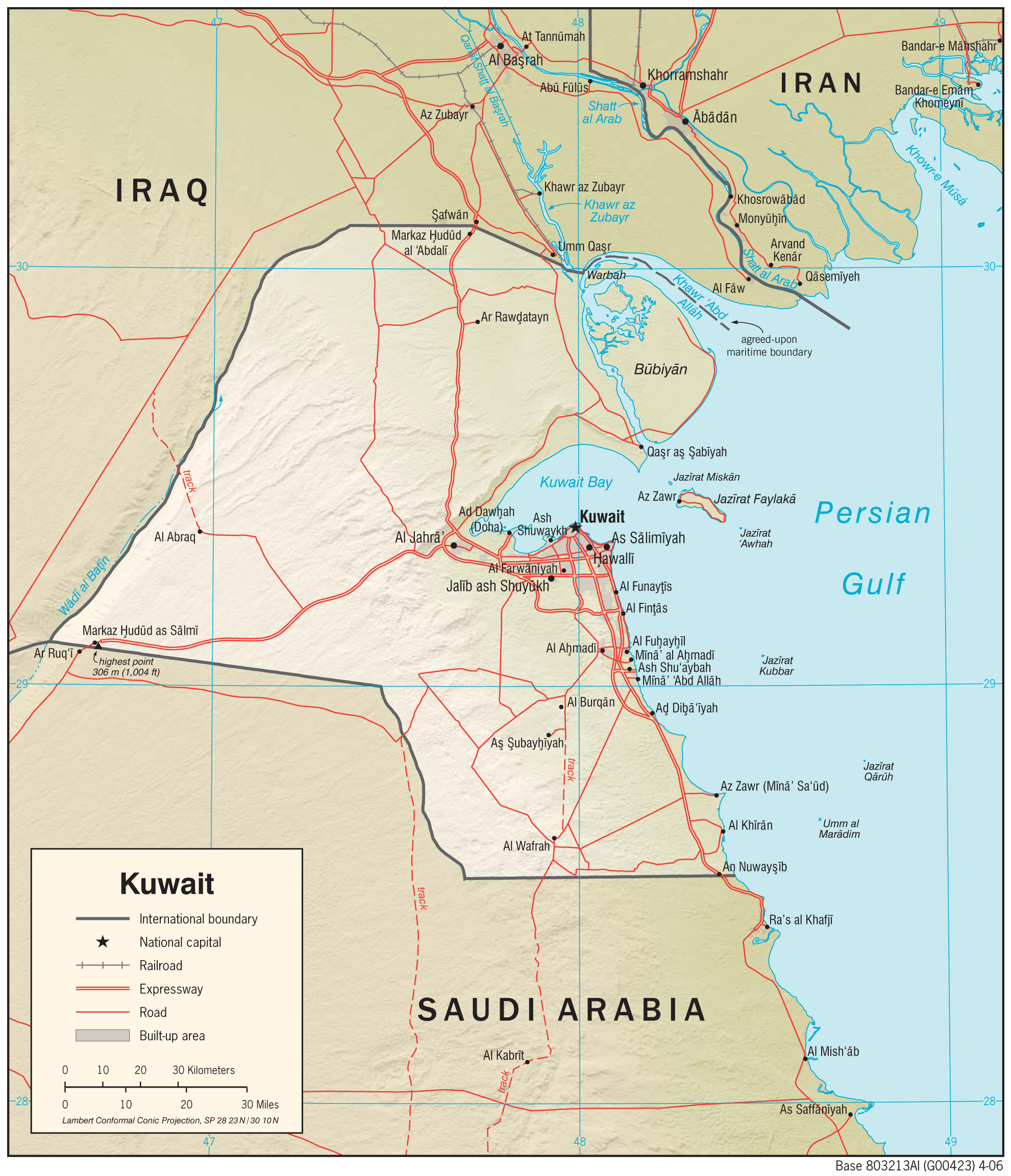
Topografická mapa Kuvajtu

Kuvajt je stát v jihozápadní Asii, který leží u Perského zálivu mezi Irákem a Saúdskou Arábií. Nachází se v nejseverozápadnějším cípu Perského zálivu a v severovýchodním cípu Arabského poloostrova, mezi 28° a 31° s. š. a 46° a 49° v. d.  S rozlohou 17 818 km² patří k nejmenším zemím světa, měří přibližně 200 km od severu k jihu a 170 km od východu k západu. Kuvajt vyplňuje převážně nízko položená poušť. Nejvyšší bod, hřeben Mutla, leží v nadmořské výšce 306 m.

Součástí Kuvajtu je i deset ostrovů, největším je Búbiján s rozlohou 860 km2. Se zbytkem země je spojen mostem o délce 2 380 m. Za zemědělsky obdělávanou půdu je považováno pouze 0,6 % kuvajtské rozlohy, a podél 500 km dlouhého pobřeží se nachází řídká vegetace. Hlavní město Kuvajt se leží v Kuvajtském zálivu, přírodním hlubokovodním přístavu.

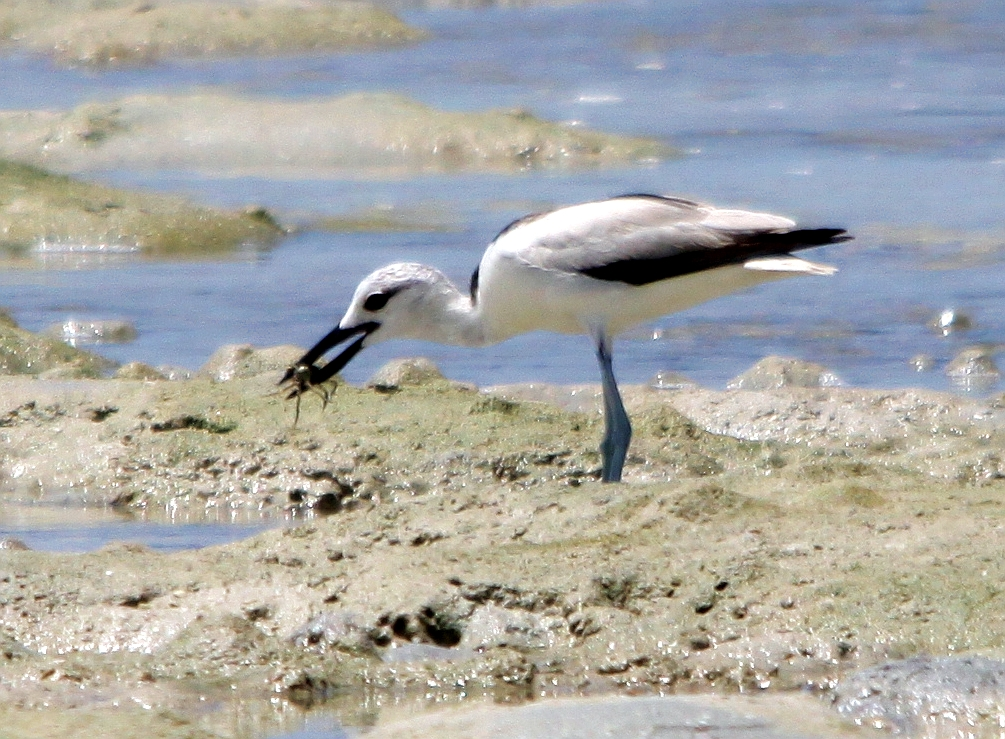
Pobřežník černobílý

Většinu země pokrývá plochá pouštní krajina, mírně se svažující k severovýchodu. Stálé vodní toky neexistují, na ostrovech při severovýchodním pobřeží se prostírají solné bažiny. Ostrovy představují významné útočiště tažného ptactva a také je to domov největší kolonie kraba říčního na světě. Těžké škody na životním prostředí však napáchalo zapálení 749 ropných vrtů ustupující iráckou armádou v lednu 1991. Během požárů kuvajtské ropy v roce 1991 bylo vytvořeno více než 500 ropných jezer pokrývajících kombinovanou plochu asi 35,7 km2. Kontaminace půdy ropou a sazí učinila východní a jihovýchodní části Kuvajtu neobyvatelnými. Zbytky písku a ropy přeměnily velké části kuvajtské pouště na poloasfaltové povrchy.
Podnebí je suché, roční srážky dosahují sotva 75 až 150 mm, z čehož většina spadne v zimě a na jaře. Kuvajt je méně vlhký než ostatní pobřežní oblasti na Arabském poloostrově. Nedostatek sladké vody znemožňuje rozvoj zemědělství. Dodávku vody menším dílem zajišťují omezené podzemní zdroje (zčásti brakické), hlavním způsobem jejího získávání je však odsolování vody mořské nebo dovoz. Ne náhodou jsou vodárenské věže dominantou kuvajtské metropole.
Severozápadní vítr šamal, běžný během června a července, způsobuje dramatické písečné bouře. Léta v Kuvajtu jsou jedny z nejžhavějších na Zemi. Nejvyšší zaznamenaná teplota byla 54 °C (21. července 2016), což je nejvyšší teplota zaznamenaná v Asii. Průměrné denní teploty se pohybují od 13 °C v lednu po 35 °C v červenci (odpolední maxima v létě běžně přesahují 45 °C). Zimní sezóna v Kuvajtu je chladnější než v jiných pobřežních zemích na Arabském poloostrově. 
V současné době je Kuvajt domovem 442 druhů ptáků. Země se nachází na křižovatce několika hlavních migračních tras ptáků a ročně projde zemí dva až tři miliony ptáků. Jinak je biodiverzita spíše nižší, například savců je v zemi zaznamenáno jen 28 druhů, plazů 40. Mezi ohrožené druhy savců patří liška obecná a divoká kočka.

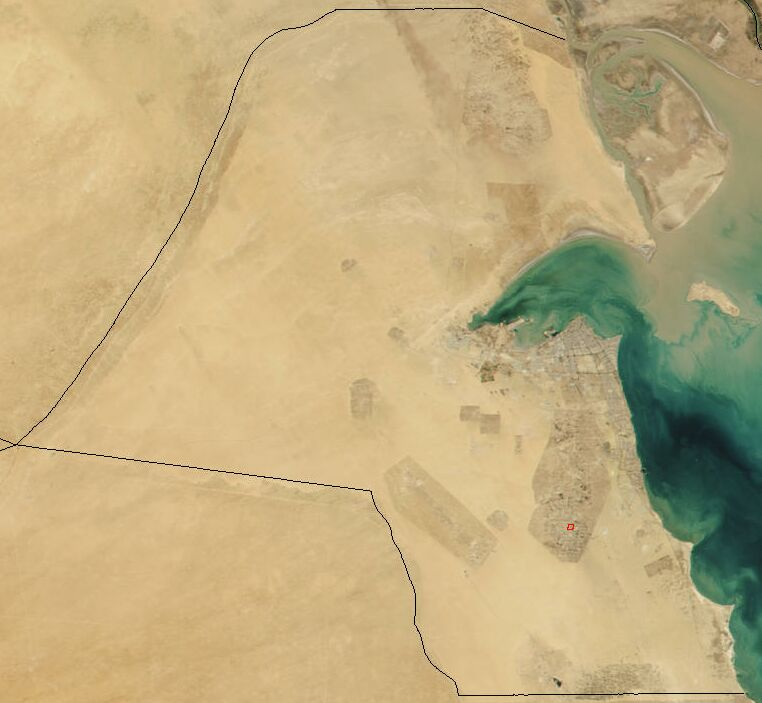
Pohled na Kuvajt z vesmíru. Dobře patrná je aglomerace hlavního města a jižně ležící ropná těžební oblast v provincii Al-Ahmadí.
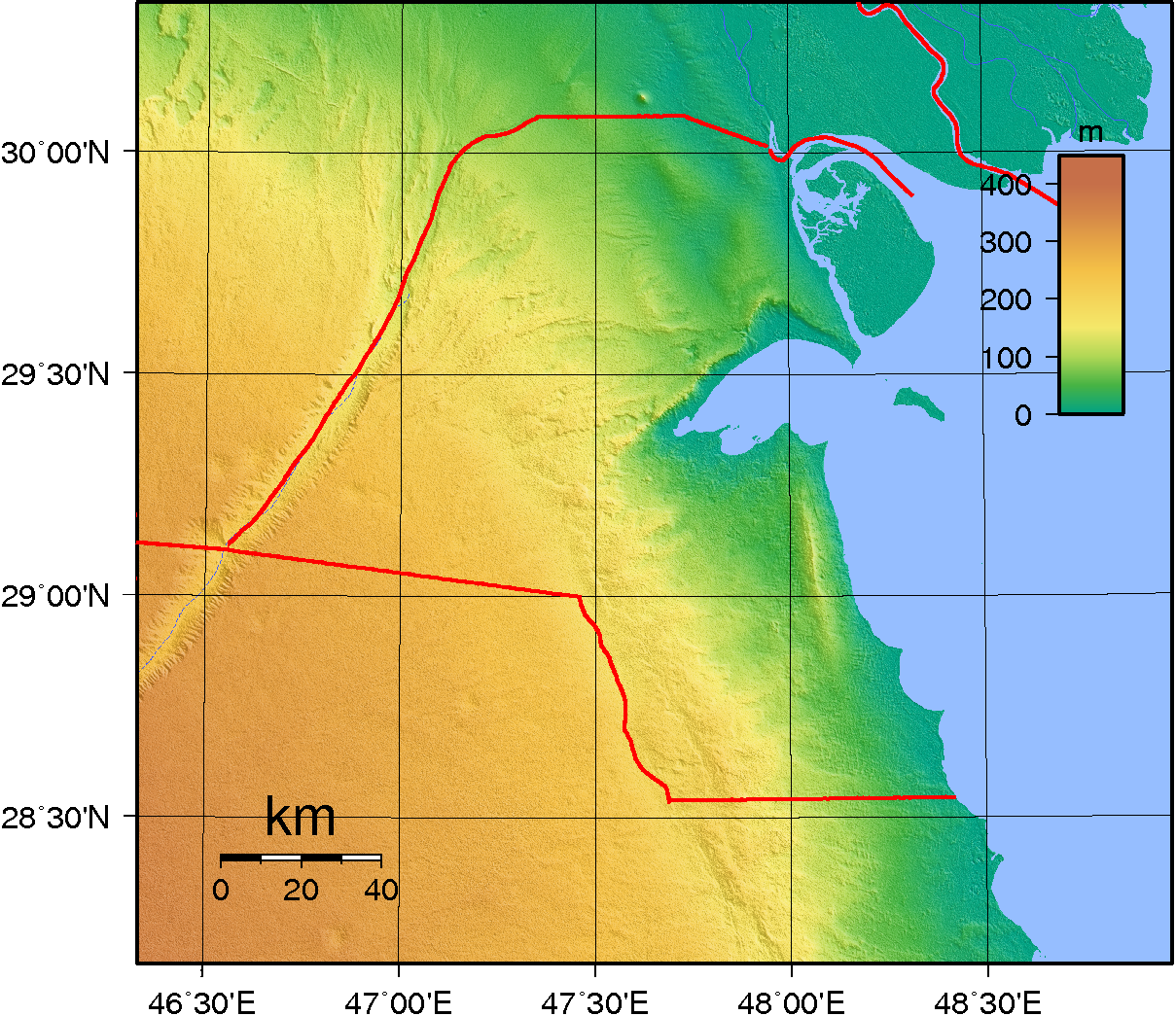
Topografie Kuvajtu
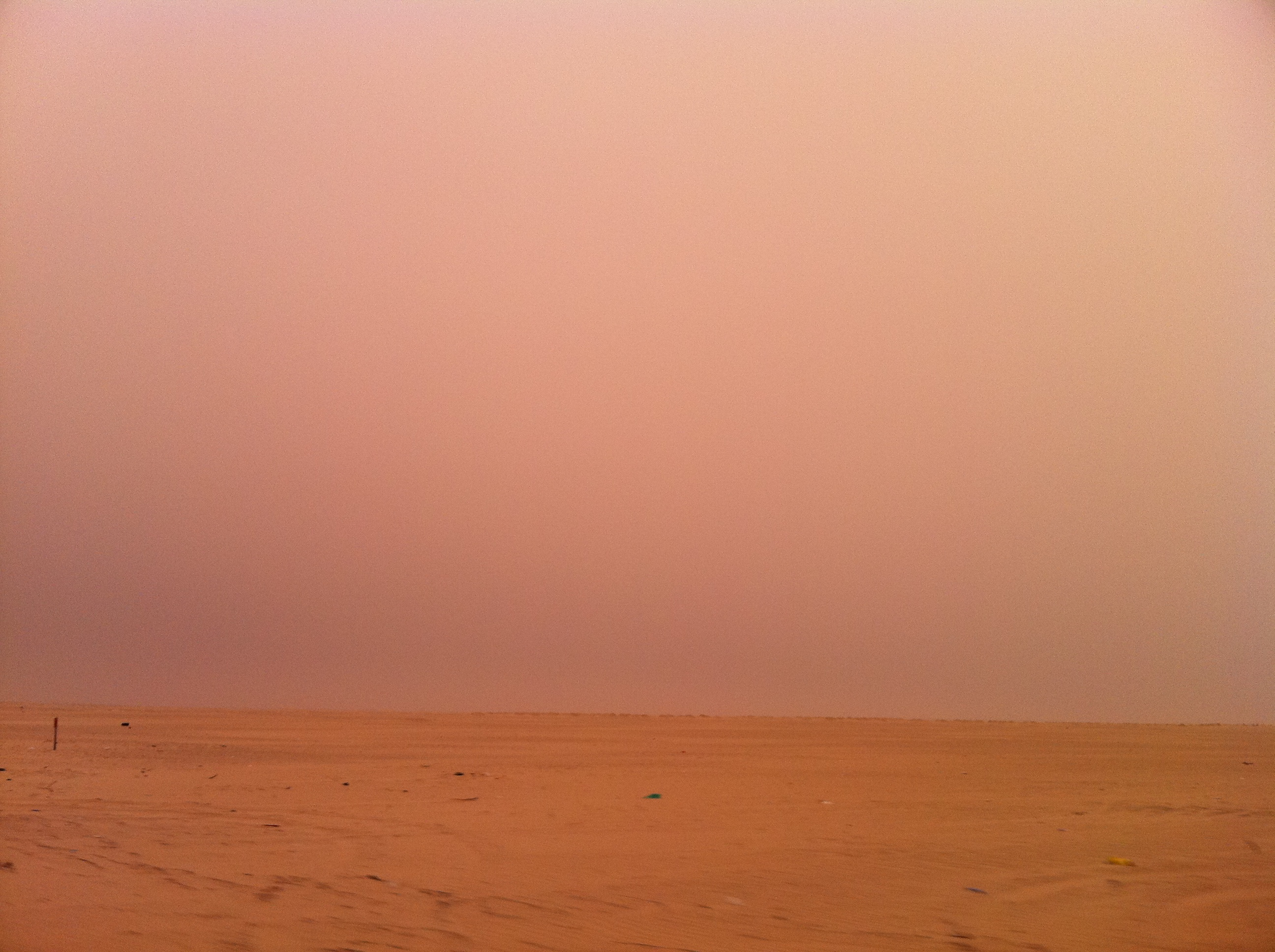
Písečná bouře nad Al-Ahmadí roku 2011
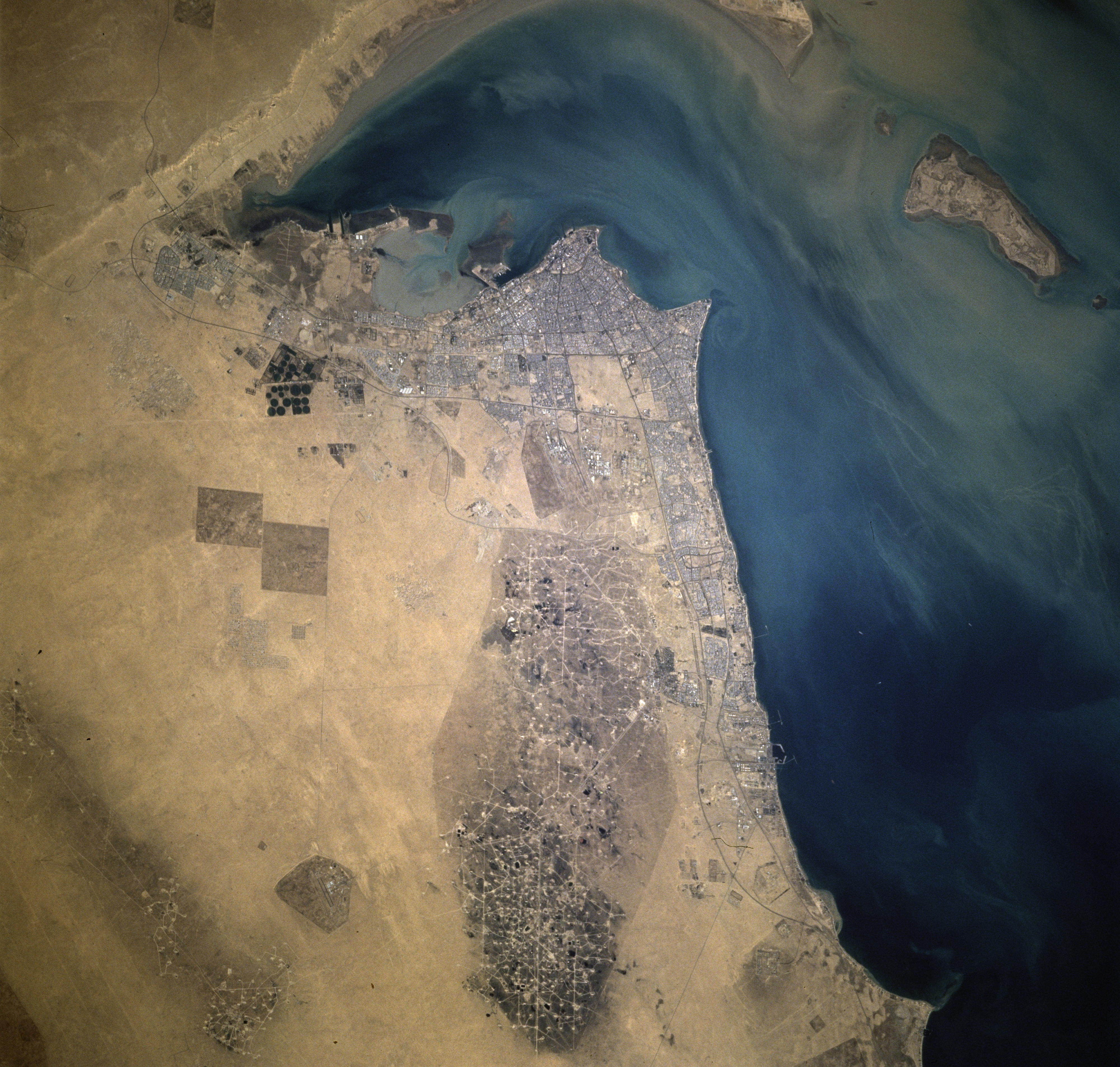
Ropné pole Burqan
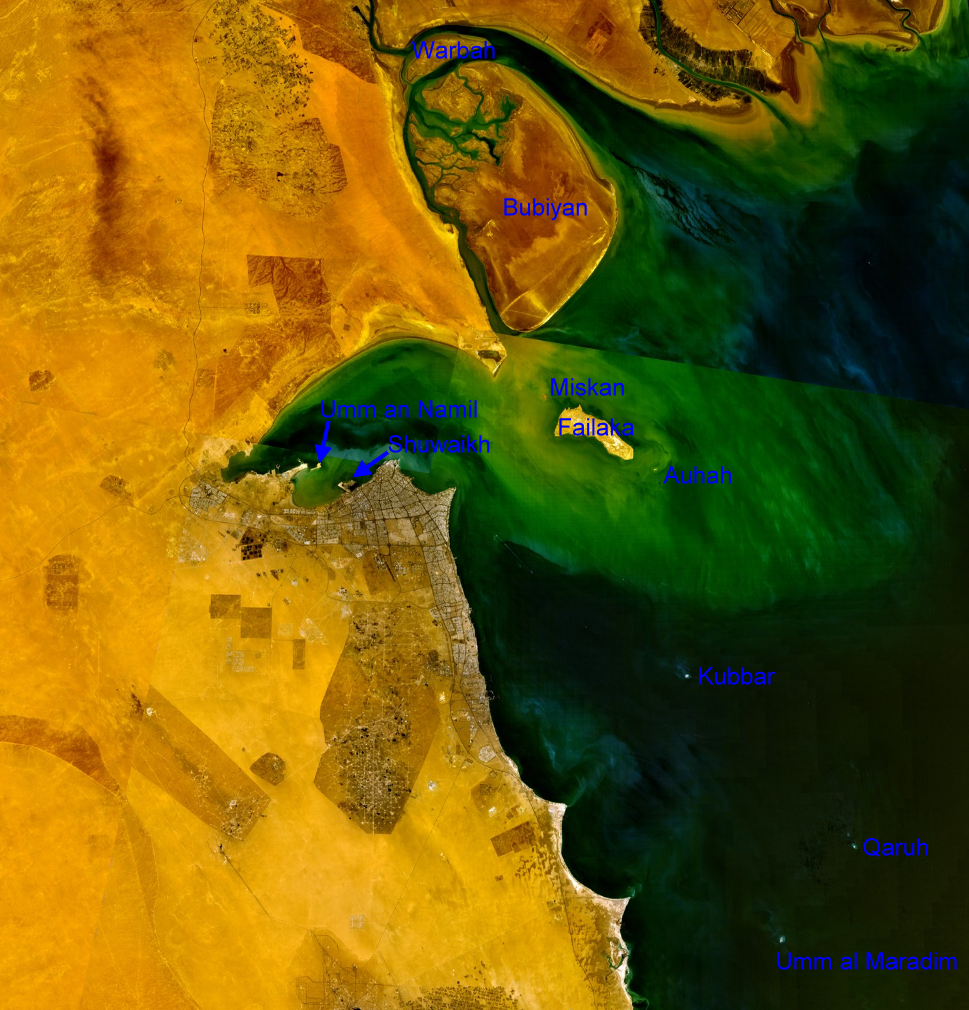
Devět Kuvajtských ostrovů

## Politika
Kuvajt je emirát s autokratickým politickým systémem. Kuvajtský emír, dědičný panovník z vládnoucího rodu Sabahů, jmenuje předsedu vlády (který je vždy královského původu) a další členy vlády, stejně jako členy soudních, policejních a finančních institucí. Datová řada Polity a Economist Democracy Index řadí Kuvajt do kategorie autokracie (diktatury). Kuvajt byl dříve označován jako „anokratický“. Organizace Freedom House dříve hodnotila zemi v průzkumu Freedom in the World jako „částečně svobodnou“.
Na rozdíl od jiných autokracií v oblasti Perského zálivu je kuvajtská politika historicky liberálnější, neboť občané mají významnější občanská a politická práva. Kuvajťané se účastní voleb, kritizují úředníky a pravidelně organizují protesty. Kuvajtská občanská společnost kritizuje korupci a bohatství královské vlády.[2] Existuje zde nominálně volený parlament, který se často dostává do střetu s královskou vládou. Parlament byl královskou vládou často rozpuštěn, naposledy v roce 2024. Kuvajtská občanská společnost se v posledních letech snaží o to, aby byl parlament v souladu se zákony, které se vztahují na královskou vládu.
Výkonnou moc vykonává vláda. Emír jmenuje předsedu vlády, který následně vybírá kabinet ministrů tvořících vládu. V posledních desetiletích byla řada politik kuvajtské vlády charakterizována jako „demografické inženýrství“, zejména v souvislosti s kuvajtskou krizí beduínů bez státní příslušnosti a historií naturalizace v Kuvajtu.
Emír jmenuje i soudce. Kuvajtská ústava byla vyhlášena v roce 1962 a Ústavní soud je pověřen rozhodováním o souladu zákonů a vyhlášek s ústavou.
Politická nestabilita Kuvajtu výrazně brzdí hospodářský rozvoj země a její infrastrukturu. Kuvajt je pravidelně charakterizován jako „rentiérský stát“, v němž vládnoucí rodina využívá příjmy z ropy k tomu, aby si koupila politický souhlas občanů; více než 70 % vládních výdajů tvoří platy a dotace ve veřejném sektoru. Kuvajt má nejvyšší mzdové náklady ve veřejném sektoru v regionu arabských zemí Zálivu, neboť mzdy ve veřejném sektoru představují 12,4 % HDP.
Kuvajtské ženy jsou považovány za jedny z nejvíce emancipovaných žen na Blízkém východě. V letech 2014 a 2015 se Kuvajt umístil na prvním místě mezi arabskými zeměmi ve zprávě Global Gender Gap Report. V roce 2013  53 % kuvajtských žen chodilo do zaměstnání, kde převažovaly nad pracujícími kuvajtskými muži, čímž Kuvajt dosáhl nejvyššího podílu občanek na pracovní síle ze všech arabských zemí Zálivu. Podle Indexu sociálního pokroku se Kuvajt řadí na první místo v sociálním pokroku v arabském a muslimském světě a na druhé nejvyšší místo na Blízkém východě po Izraeli. Politická participace žen v Kuvajtu je však omezená. Navzdory několika předchozím pokusům o udělení volebního práva kuvajtským ženám se jim ho podařilo trvale získat až v roce 2005.
Kuvajt se řadí na přední místa ve světě podle průměrné délky života, podle účasti žen na trhu práce, podle celosvětové potravinové bezpečnosti a podle pořádku a bezpečnosti ve školách. V Kuvajtu dříve existovala veřejná sféra a občanská společnost s politickými a společenskými organizacemi. Stále existují profesní skupiny, jako je Obchodní komora, která zastupuje zájmy kuvajtských podniků a průmyslových odvětví.

### Správní členění
Země se člení na šest provincií (guvernorátů, arabsky muhafazat). Hlavní město Kuvajt se rozkládá na poloostrově, vybíhajícím od jihu do Kuvajtské zátoky. Přestože samo má jen asi 60 tisíc obyvatel, v jeho aglomeraci žije přes 4 miliony lidí, tj. 94 % obyvatel země.

## Ekonomika

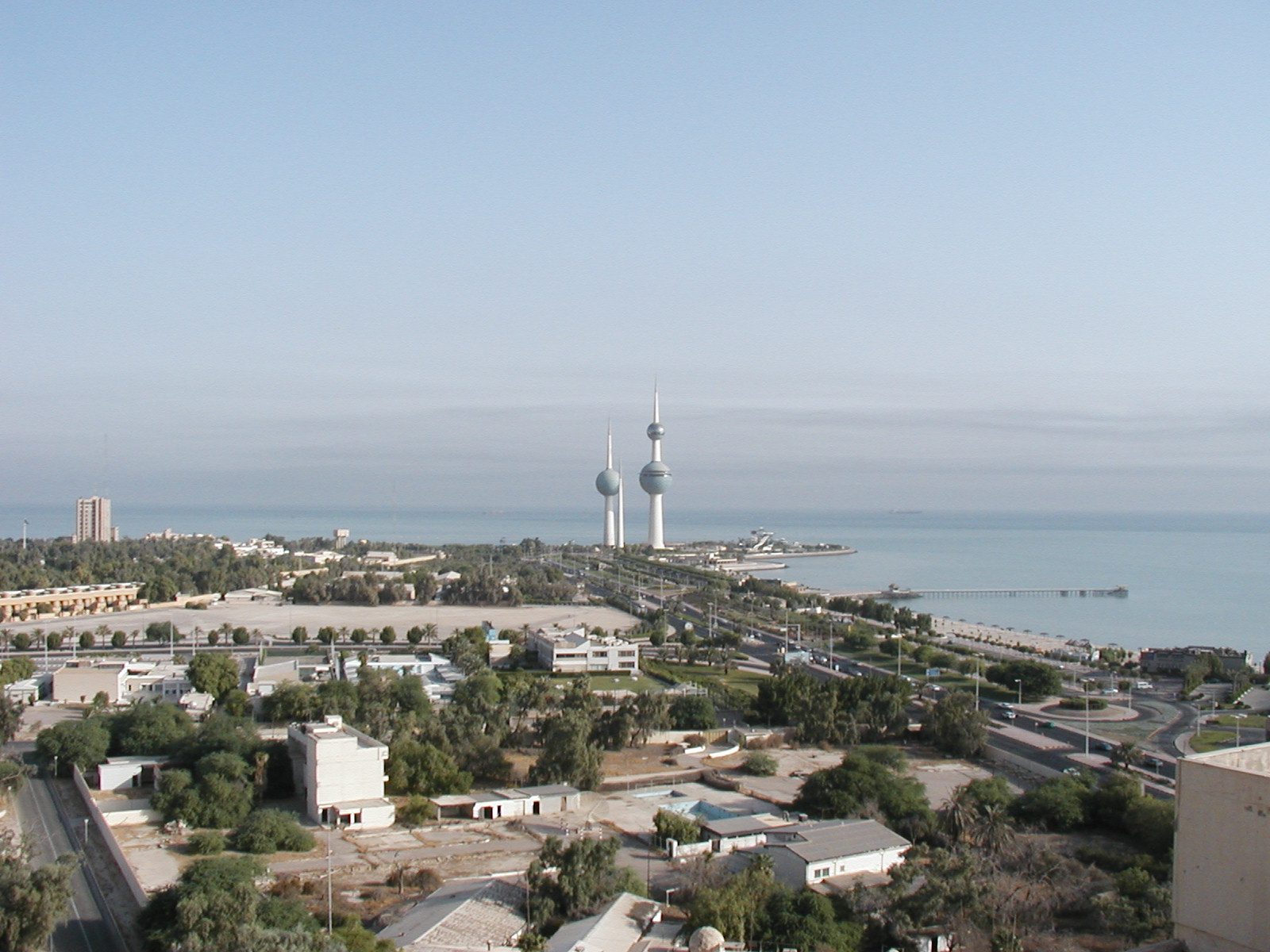
Kuvajtské věže jsou nejznámějším vodojemem na světě, byly postaveny v roce 1979

Kuvajt má bohatou ekonomiku založenou na ropě. Jeho oficiální měnou je kuvajtský dinár. Podle různých měřítek ekonomického výkonu na obyvatele je Kuvajt jednou z nejbohatších zemí světa.
Kuvajt je považován za zemi v regionu arabských států Perského zálivu nejvíce závislou na ropě, s nejslabší infrastrukturou a nejnižším podílem ekonomické diverzifikace.
Těžba, zpracování a vývoz ropy a zemního plynu je základem kuvajtské ekonomiky. Tvoří přes 80 procent kuvajtského vývozu. Ačkoli zisky jsou enormní, tato jednostrannost je označována za slabé místo ekonomiky. Kuvajt disponuje zhruba deseti procenty světových zásob ropy.
- 1934 – udělena koncese na těžbu ropy
- 1938 – první ropný vrt
- 1946 – první komerční vývoz ropy
- 1975 – znárodnění ropného průmyslu

Kuvajtský ropný průmysl ovládá státní firma Kuwait Petroleum (5. největší v muslimském světě), která investuje i v jiných oborech - je největším akcionářem francouzského farmaceutického koncernu Aventis.
Z ostatních odvětví jen stavebnictví tvoří důležitou položku průmyslové produkce.
Zemědělství je silně limitováno nedostatkem vody. Jen 0,6% rozlohy Kuvajtu je považováno za ornou půdu. Proto se uplatňuje jen chov dobytka, pěstování obilnin, datlí a zeleniny.

## Obyvatelstvo
V roce 2025 měl Kuvajt 4,99 milionu obyvatel, z nichž vlastní kuvajtští občané tvoří necelou třetinu obyvatel, zbytek jsou přistěhovalci, největšími komunitami expatů jsou Indové a Egypťané. Celkem 98 % obyvatel žije ve městech, zbylá 2 % jsou kočovníci nebo polokočovníci.

Oficiálním kuvajtským státním náboženstvím je málikovský mazhab sunnitského islámu. K této málikovské škole se hlásí i vládnoucí rodina Sabahů. Drtivá většina kuvajtských občanů jsou muslimové; oficiální celostátní sčítání lidu neexistuje, ale odhaduje se, že 60-70 % tvoří sunnité a 30-40 % šíité. V Kuvajtu žije také početná komunita emigrantů křesťanů, hinduistů, buddhistů a sikhů. Odhaduje se, že v roce 2020 žilo v Kuvajtu asi 840 000 křesťanů, kteří tvořili 18 % obyvatelstva, což je druhá nejpočetnější náboženská skupina. Většina křesťanů v Kuvajtu pochází z indické Kéraly, konkrétně z pravoslavné církve Indie, syrsko-malankarské církve Mar Thoma a římskokatolické církve. V Kuvajtu žije i místní křesťanská komunita, jejíž počet se odhaduje na 259 až 400 kuvajtských občanů.  Kuvajt je kromě Bahrajnu jedinou zemí Rady pro spolupráci v Zálivu, kde žije místní křesťanská populace, která má občanství. Malý počet kuvajtských občanů vyznává baháʼískou víru.

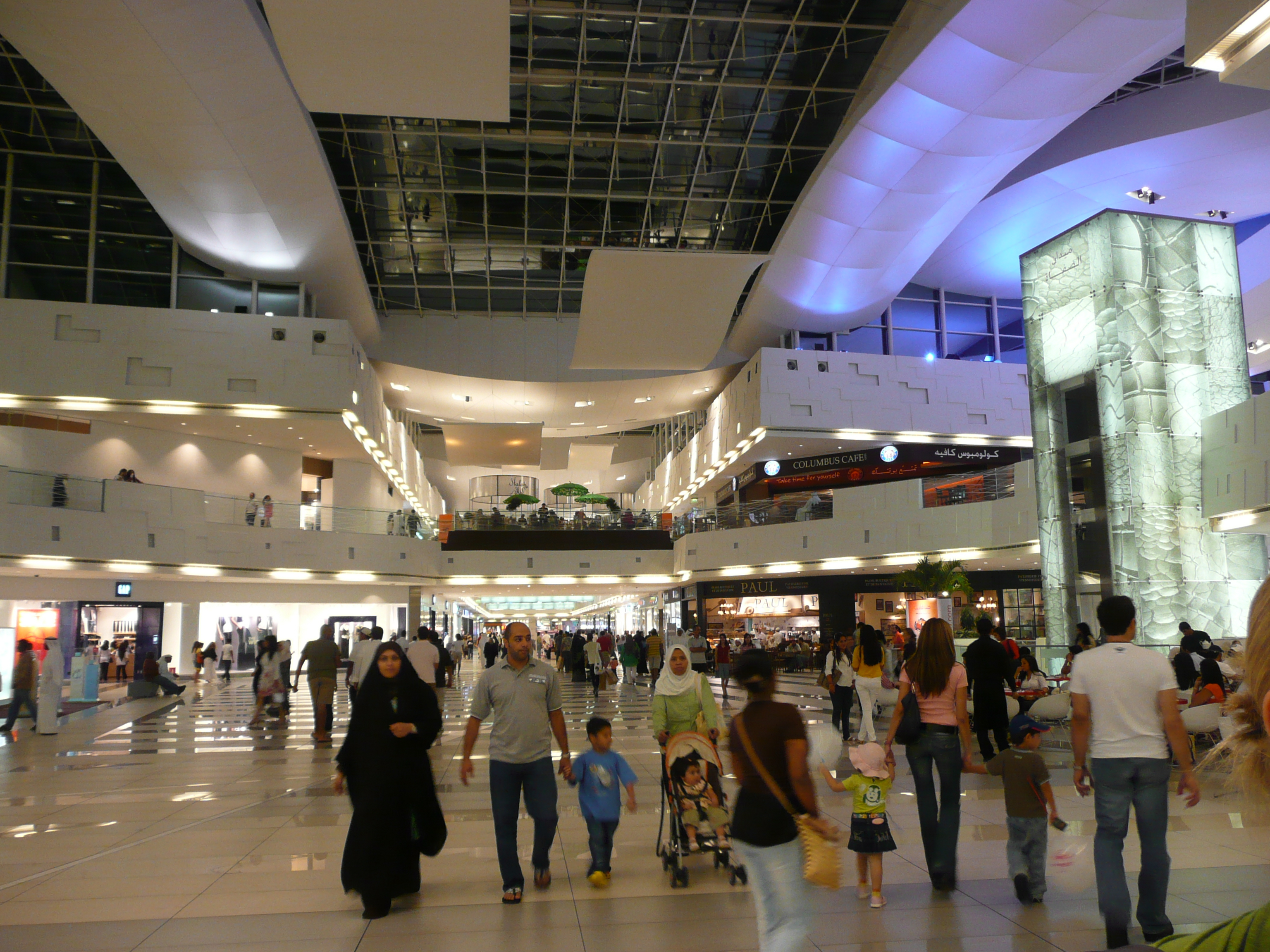
Obyvatelstvo během nákupu

Kuvajtská vláda se zatím bez valného úspěchu pokouší snížit podíl přistěhovalců na obyvatelstvu země, který představuje až 70 procent populace. Úředním jazykem je arabština, široce užívána je i angličtina, lze se setkat i s perštinou. Míra gramotnosti dosahuje 84 %. Kuvajtští občané mají zajištěno bezplatné vzdělání, od základního až po univerzitní; děti přistěhovalců nárok na tyto výhody nemají.

## Kultura

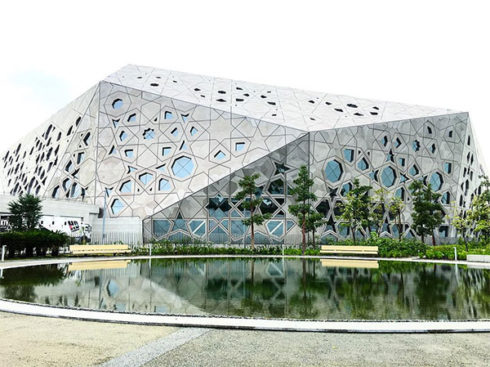
Kulturní centrum šejka Džabera Al-Ahmada

Kuvajtský televizní průmysl je špičkou v Perském zálivu. Zásobuje televizní trh v celé oblasti minimálně patnácti telenovelami ročně. Ačkoli jsou obvykle v kuvajtském dialektu, promítají se s úspěchem i v jiných arabských zemích, například v Tunisku. Kuvajtu se proto někdy přezdívá „Hollywood Zálivu“. K nejznámějším kuvajtským hercům patří Abdulhussain Abdulredha. Kuvajt je též jedinou zemí v Perském zálivu, která má divadelní tradici, ta existuje od 20. let 20. století. V roce 1973 vláda založila Vysoký institut divadelního umění. Divadlo je podporováno vládou jako specifická kuvajtská kulturní tradice, podporuje ho vládní Národní rada pro kulturu, umění a literaturu.
Výjimečnou v oblasti je též podpora výtvarného umění. Sultánova galerie byla první profesionální uměleckou galerií v Perském zálivu. V současnosti[kdy?] se jich na území Kuvajtu nachází třicítka. Jako první stát v oblasti také Kuvajt začal roku 1936 udělovat umělecká stipendia.
Kulturní centrum šejka Džabera Al-Ahmada nabízí největší operní scénu na Středním východě. Výstavba tohoto paláce umění byla součástí širšího projektu vybudování celé umělecké čtvrti. Vláda do tohoto projektu investovala miliardu amerických dolarů. Součástí čtvrti je i Kulturní centrum Abdullaha Salema, které je největším muzejním komplexem na Středním východě, i Kuvajtské národní muzeum, založené roku 1983.

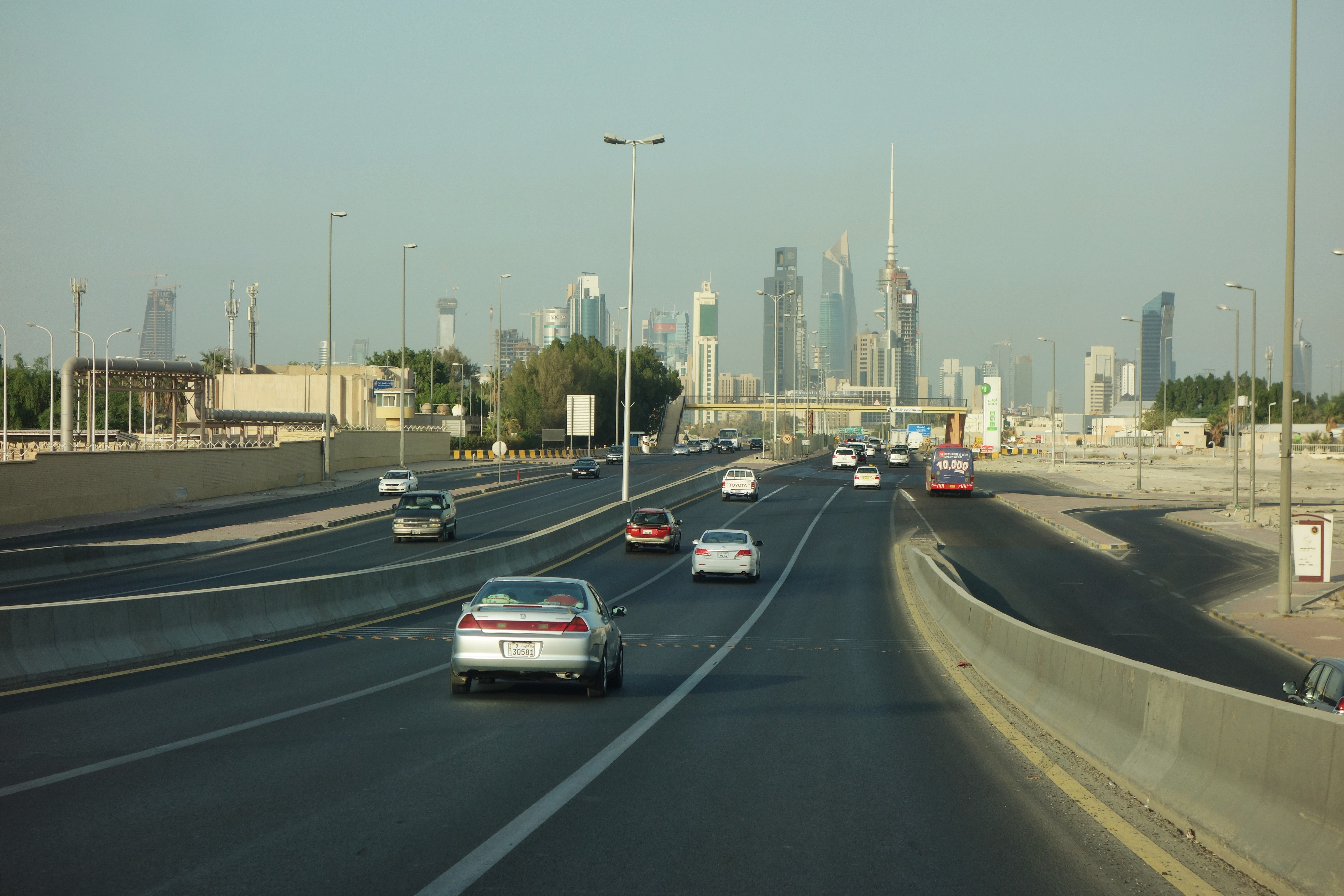
Pohled na centrum města Kuvajt s nejvyšší budovou Al Hamra Tower

V Kuvajtu byla postavena řada unikátních moderních staveb, k takovým patří i nejvyšší budova Kuvajtu, Al Hamra Tower. Budova navržená americkým architektonickým studiem Skidmore, Owings and Merrill byla dokončena roku 2011. Stavba je zahalená do skleněného pláště a stoupá do výšky jako šroubovice okolo centrálního jádra. Nejikoničtější stavbou Kuvajtu jsou vodojemy Kuvajtské věže postavené roku 1976 jugoslávskými stavbaři.

### Sport
Kuvajt se od roku 1968 zúčastňuje olympijských her. Střelec Fehaíd Al Díhání pro něj vybojoval dvě bronzové olympijské medaile, jednu v double trapu roku 2000 v Sydney, druhou v trapu v Londýně roku 2012. Má dokonce i olympijské zlato, které získal v roce 2016 v Rio de Janeiru, avšak toto vítězství získal pod olympijskou vlajkou, protože Mezinárodní olympijský výbor před hrami suspendoval Kuvajt kvůli zákonu umožňujícímu státní zásahy do fungování národního olympijského výboru. Al Díhání je též dvojnásobným mistrem světa. Vysokou úroveň kuvajtské sportovní střelby potvrdil na olympijských hrách v Tokiu, konaných roku 2021, střelec Abdullah Al-Rašidí, když vystřílel ve skeetu bronz, a zajistil tak Kuvajtu třetí oficiální olympijskou medaili v historii, byť i on, stejně jako Al Díhání, získal medaili, v jeho případě bronzovou, již na hrách v Riu, jako člen Nezávislého olympijského týmu. Al-Rašidí svůj druhý bronz vybojoval v 57 letech a na svých sedmých olympijských hrách. Rovněž je mistrem světa, a to trojnásobným. Jeho a státním trenérem Kuvajtu byl Čech Jakub Málek, syn medailisty z OH v Sydney Petra Málka.[zdroj?] Nejpopulárnějším sportem v Kuvajtu je ovšem fotbal. Kuvajtská fotbalová reprezentace se jednou probojovala na mistrovství světa, v roce 1982, kde sice nepostoupila ze základní skupiny, ale připsala si úspěch v podobě remízy s mužstvem Československa. Existuje zde i Kuvajtská hokejová reprezentace.